# فلاديسلاف إيفانوفيتش بيافكو
فلاديسلاف إيفانوفيتش بيافكو (4 فبراير 1941 - 6 أكتوبر 2020)، هو مغني أوبرا سوفيتي-روسي، وممثل ومعلم، حصل على لقب فنان الشعب لاتحاد الجمهوريات الاشتراكية السوفياتية (1983)، وفنان الشعب في قيرغيزستان(1993).